# Pour cause d'oisiveté
Pour cause d’oisiveté est une nouvelle d’Anton Tchekhov, publiée en 1886.

## Historique
Pour cause d’oisiveté est initialement publiée dans la revue russe Le Journal de Pétersbourg, numéro 142, du 24 mai 1886, sous le pseudonyme A.Tchekhonte. Aussi traduit en français sous le titre Pour passer le temps. 

## Résumé
Le notaire Nicolas Kapitonov est allé faire la sieste après déjeuner. Il n’arrive pas à dormir et retourne au salon où il surprend Anna, sa femme, allongée sur le divan avec, à ses pieds, l’étudiant Vania Chtchoupalstev. Visiblement, les deux venaient de s’embrasser.
Il tousse. Chtchoupalstev bondit et part en courant. Kapitonov ironise sur la conduite de sa femme : « Tu as envie de cornichons frais sur tes vieux jours ! Tu en as marre de l’esturgeon ! »
Et il retourne se coucher.
Le soir, il rencontre Chtchoupalstev dans le jardin et lui annonce qu’il quitte le domicile conjugal. Il demande au jeune homme de prendre ses responsabilités et de le remplacer comme homme de la maison. À défaut, il le provoquera en duel.
Chtchoupalstev est confus. Il a succombé aux charmes d’Anna, car il voyait en elle la martyre d’un mari tyran qui s’était marié pour l’argent. Il accepte le duel après réflexion.
Kapitonov rigole. Tout ce qu’Anna a pu lui raconter est faux. Il lui dit qu’il n’a pas de goût. Anna est « une femme à la Balzac », puis les deux hommes vont se promener ensemble.

## Édition française
- Pour passer le temps, traduit par Edouard Parayre, Les Editeurs français réunis, 1958.